# توماس كوشران
توماس كوشران (بالإنجليزية: Thomas Cochran)‏ هو مصرفي أمريكي، ولد في 20 مارس 1871 في سانت بول في الولايات المتحدة، وتوفي في 29 أكتوبر 1936 في Bedford (town), New York ‏ في الولايات المتحدة.